# 卡拉派
23°35′57″S 55°59′10″W / 23.59917°S 55.98611°W
卡拉派（西班牙語：Karapaí），是巴拉圭的城鎮，位於該國東北部，由阿曼拜省負責管轄，始建於2013年10月22日，面積1,274平方公里，2013年人口7,280，人口密度每平方公里5.7人。